# Malus komarovii
Malus komarovii är en rosväxtart som först beskrevs av Charles Sprague Sargent, och fick sitt nu gällande namn av Alfred Rehder. Malus komarovii ingår i släktet aplar, och familjen rosväxter. IUCN kategoriserar arten globalt som sårbar. Utöver nominatformen finns också underarten M. k. funiushanensis.